# 陳嘉謀
陳嘉謀（1476年—？），字仲詢，號雙井，福建福州府長樂縣人，明朝政治人物。

## 生平
正德十一年（1516年）丙子科福建鄉試第四十六名舉人，正德十二年（1517年）聯捷丁丑科會試第二百五十八名，三甲第四十名進士。禮部觀政，授松陽縣知縣，升韶州府同知，遷應天府治中，入為戶部員外郎，升郎中，出為肇慶府知府，升廣東按察司副使，致仕。

## 家族
曾祖陳銘，大理寺右評事；祖父陳京，縉雲縣知縣；父陳蒲，贈應天府治中。前母鄭氏；母葉氏。永感下。兄陳嘉謨。